# La Mouette Atlas
La Mouette Atlas je francoski enosedežni jadralni zmaj, ki ga je zasnovalo in ga proizvaja podjetje La Mouette iz Fontaine-lès-Dijona. Grajen je iz aluminijevih cevi pokritih s tkanino Dacron. Teža zmaja je okrog 25 kilogramov. 
Originalno je bil zasnovan za tekmovalno letenje, vendar je lahek za letenje, zato se uporablja tudi kot šolski zmaj.
Na voljo sta dve različici: 
- Atlas 14 za pilote s težo 50-75 kg, površina krila 13,8 m2
- Atlas 16 za pilote s težo 65-95 kg, povrđina krila 15,8 m2

Z več kot 8000 zgrajenimi je Atlas en izmed najbolj proizvajanih jadralnih zmajev. 

## Specifikacije (Atlas 16)
Podatki iz Bertrand and La Mouette
Splošne značilnosti
- Posadka: 1
- Razpon kril: 9,3 m (30 ft 6 in)
- Površina kril: 15,8 m2 (170 sq ft)
- Vitkost: 6,20:1
- Teža praznega letala: 25 kg (55 lb)
- Bruto teža: 120 kg (265 lb)

Zmogljivost
- Obremenitev kril: 7,6 kg/m2 (1,6 lb/sq ft)